# Elfenspiegel
Die Pflanzengattung Elfenspiegel (Nemesia) gehört zur Familie der Braunwurzgewächse (Scrophulariaceae). Die etwa 65 Arten sind hauptsächlich im südlichen Afrika verbreitet, nur wenige Arten reichen bis ins tropische Afrika. Viele Sorten werden als Zierpflanzen verwendet.

## Beschreibung

### Erscheinungsbild und Blätter
Nemesia-Arten sind einjährige bis ausdauernde krautige Pflanzen, seltener Halbsträucher. Die Laubblätter stehen gegenständig. Der Blattrand ist je nach Art unterschiedlich gezähnt.

### Blütenstände und Blüten
Die Blüten stehen einzeln in den Blattachseln oder oft locker angeordnet in beblätterten, traubigen Blütenständen zusammen.
Die zwittrigen Blüten sind meist zygomorph fünfzählig mit doppelter Blütenhülle. Die fünf  Kelchblätter sind untereinander verwachsen. Die Farben der Blütenkronen sind weiß, gelb bis orangefarben oder rosafarben bis blau, oft sind auch mehrere Farben in einer Krone vorhanden. Die fünf Kronblätter sind zu einer sehr kurzen Röhre verwachsen. Die Blütenkrone ist deutlich zweilippig. Je nach Arten bildet die Unterlippe einen Beutel oder einen Nektarsporn am Eingang zur Kronröhre. Es ist nur ein Kreis von vier Staubblättern, die ungleiche, umeinander gewundene Paare bilden, vorhanden. Zwei Fruchtblätter sind zu einem oberständigen, zweikammerigen Fruchtknoten verwachsen.
Die Blütenformel lautet:
{\displaystyle \downarrow K_{(5)}\;[C_{(5)}\;A_{4}]\;G_{\underline {(2)}}}

### Früchte und Samen
Die zweifächerigen Kapselfrüchte enthalten viele Samen.

## Systematik, Verbreitung und Gefährdung
Die Gattung Nemesia wurde im April 1804 durch Étienne Pierre Ventenat in Jardin de la Malmaison (1803), sub Tafel 41 aufgestellt. Der Gattungsname Nemesia ist vom griechischen Namen „Nemesion“ einer ähnlich aussehenden Pflanze abgeleitet. Als Lectotypusart wurde 1951 Nemesia foetens Vent. durch Edwin Percy Phillips in The Genera of South African Flowering Plants, 2. Auflage, S. 664 festgelegt.
Die Gattung Nemesia gehört zur Tribus Hemimerideae innerhalb der Familie Scrophulariaceae.
Die etwa 65 Arten sind hauptsächlich im südlichen Afrika verbreitet, nur wenige Arten reichen bis ins tropische Afrika. Das Zentrum der Artenvielfalt ist Südafrika, besonders in der südwestlichen Capensis.

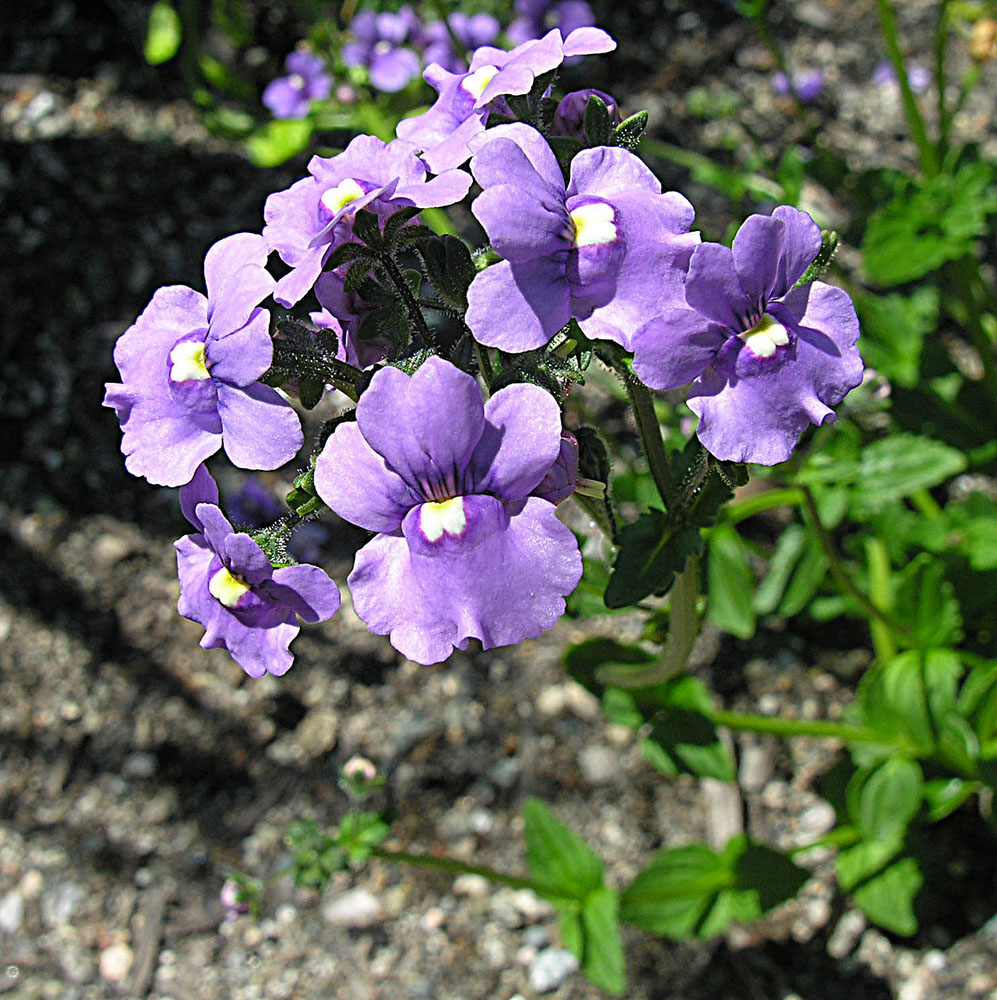
Nemesia caerulea

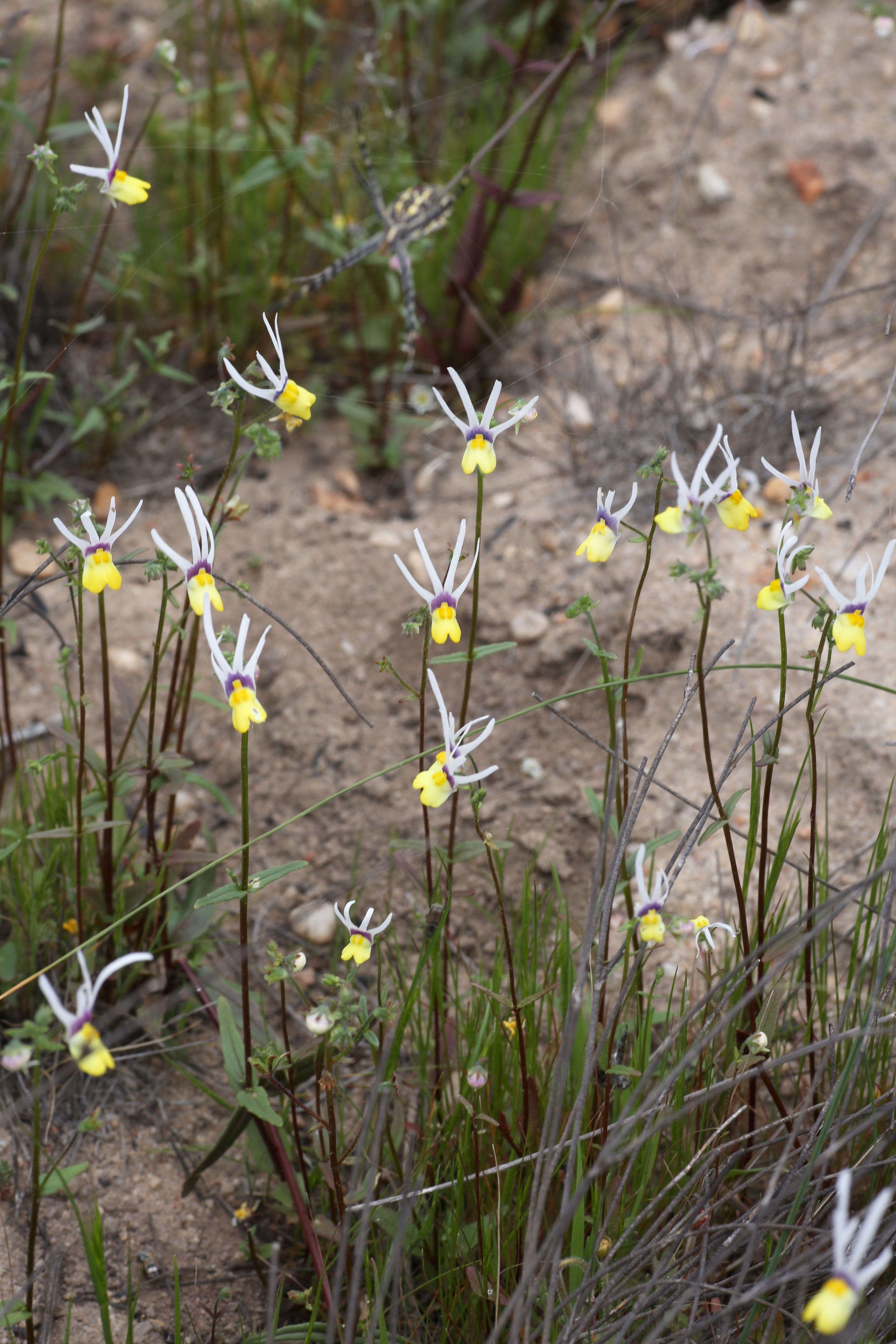
Nemesia cheiranthus im Nordkap

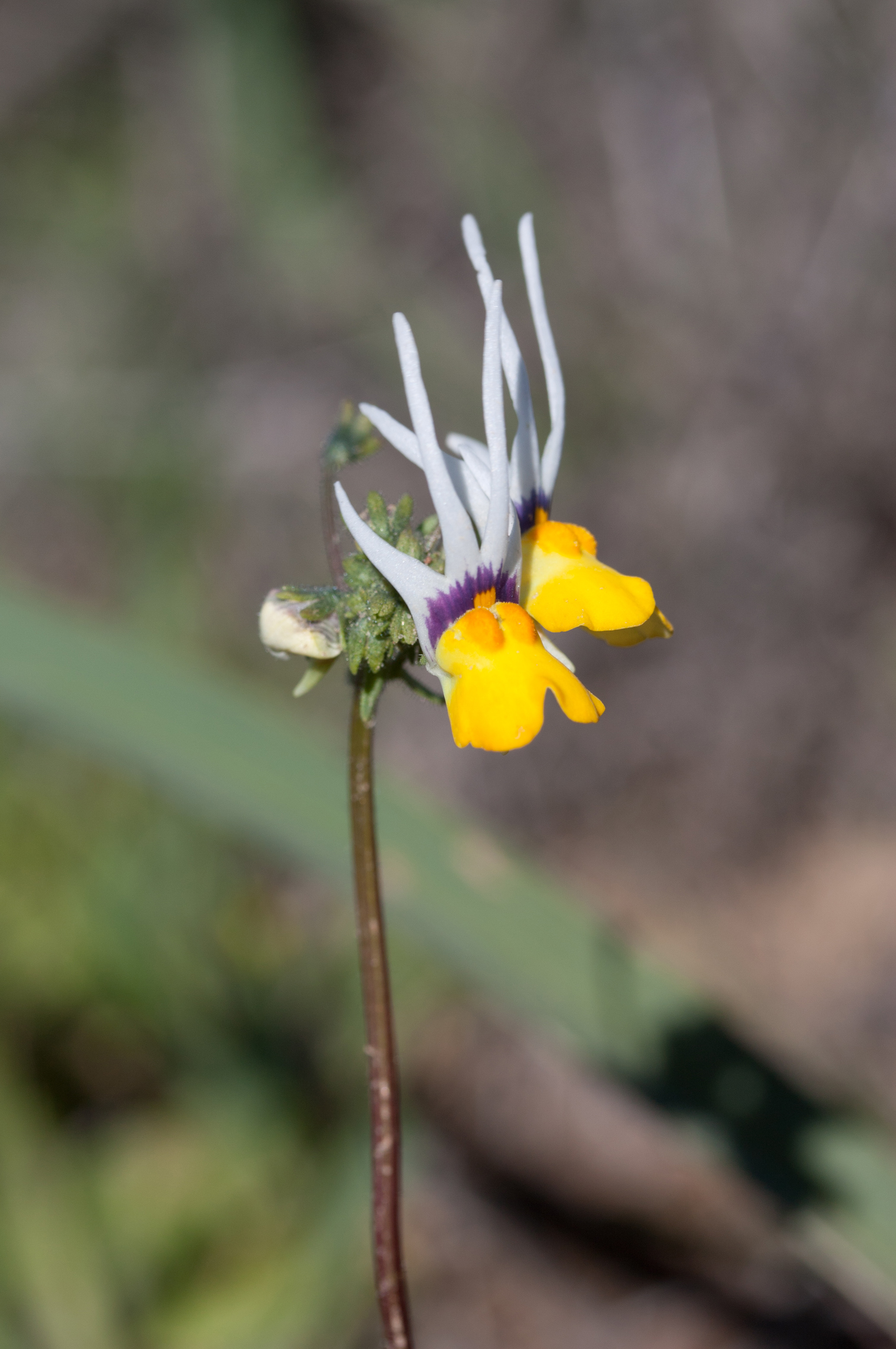
Blütenstand mit „maskierten“, zygomorphen Blüten von Nemesia cheiranthus

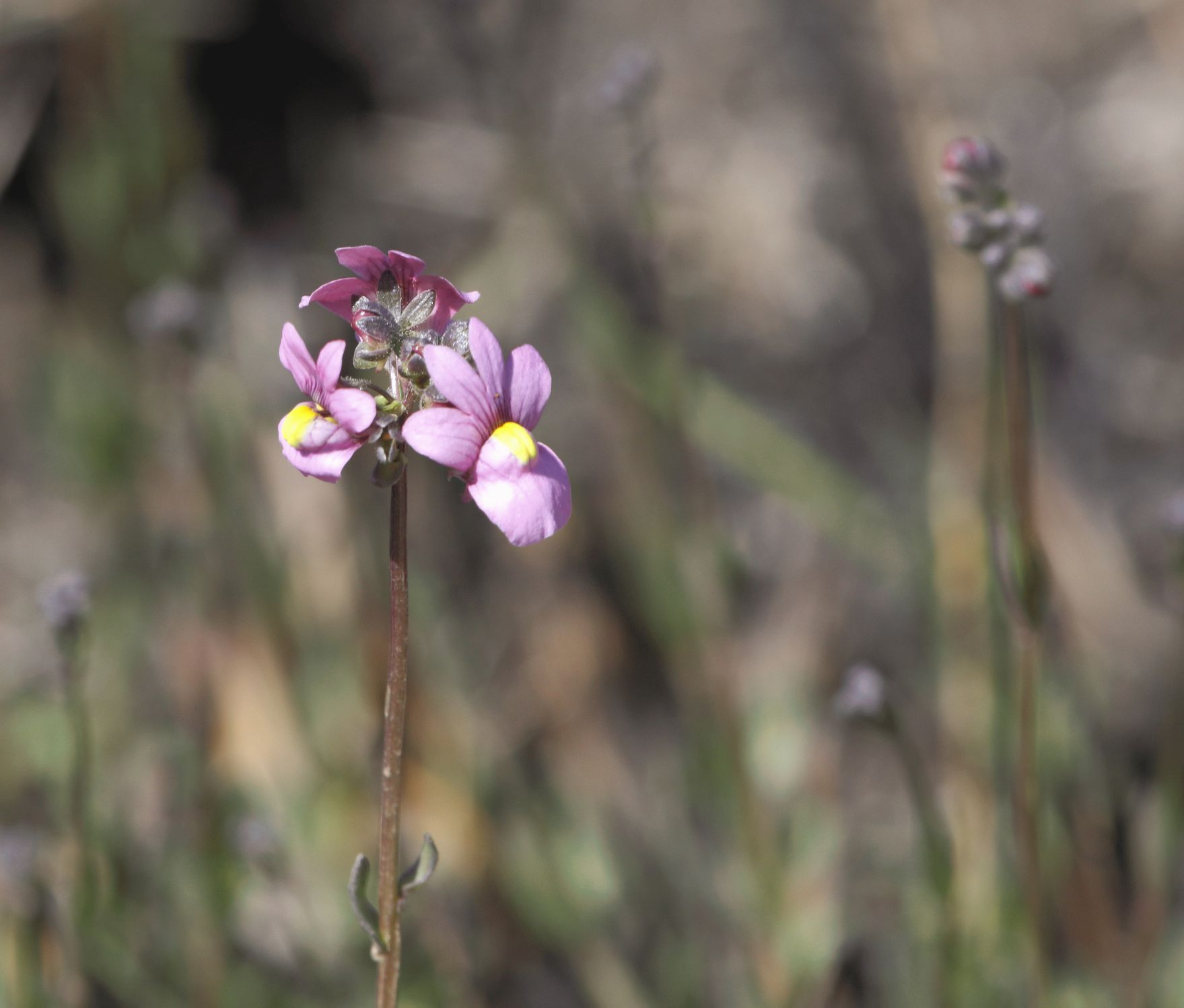
Nemesia denticulata

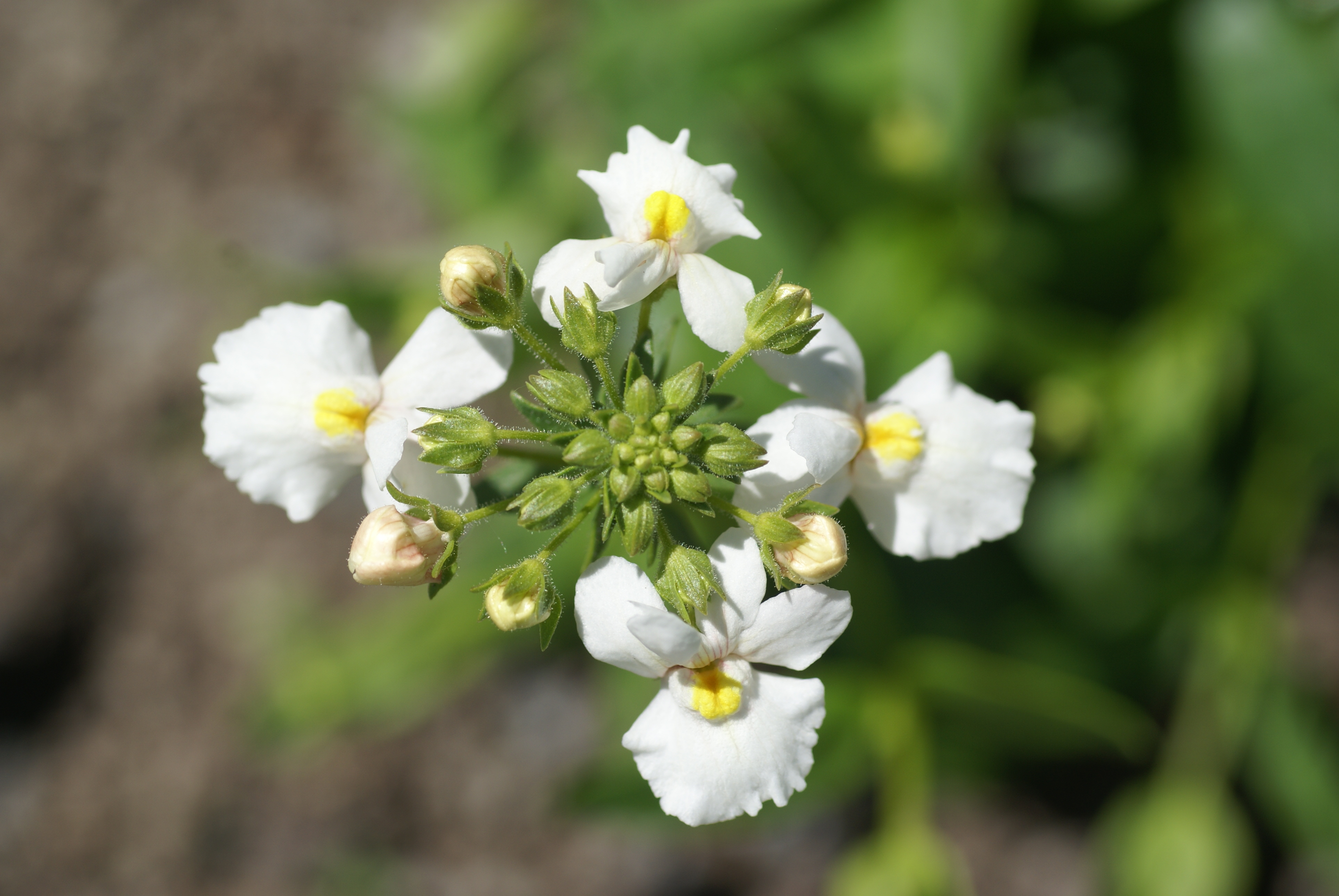
Nemesia floribunda

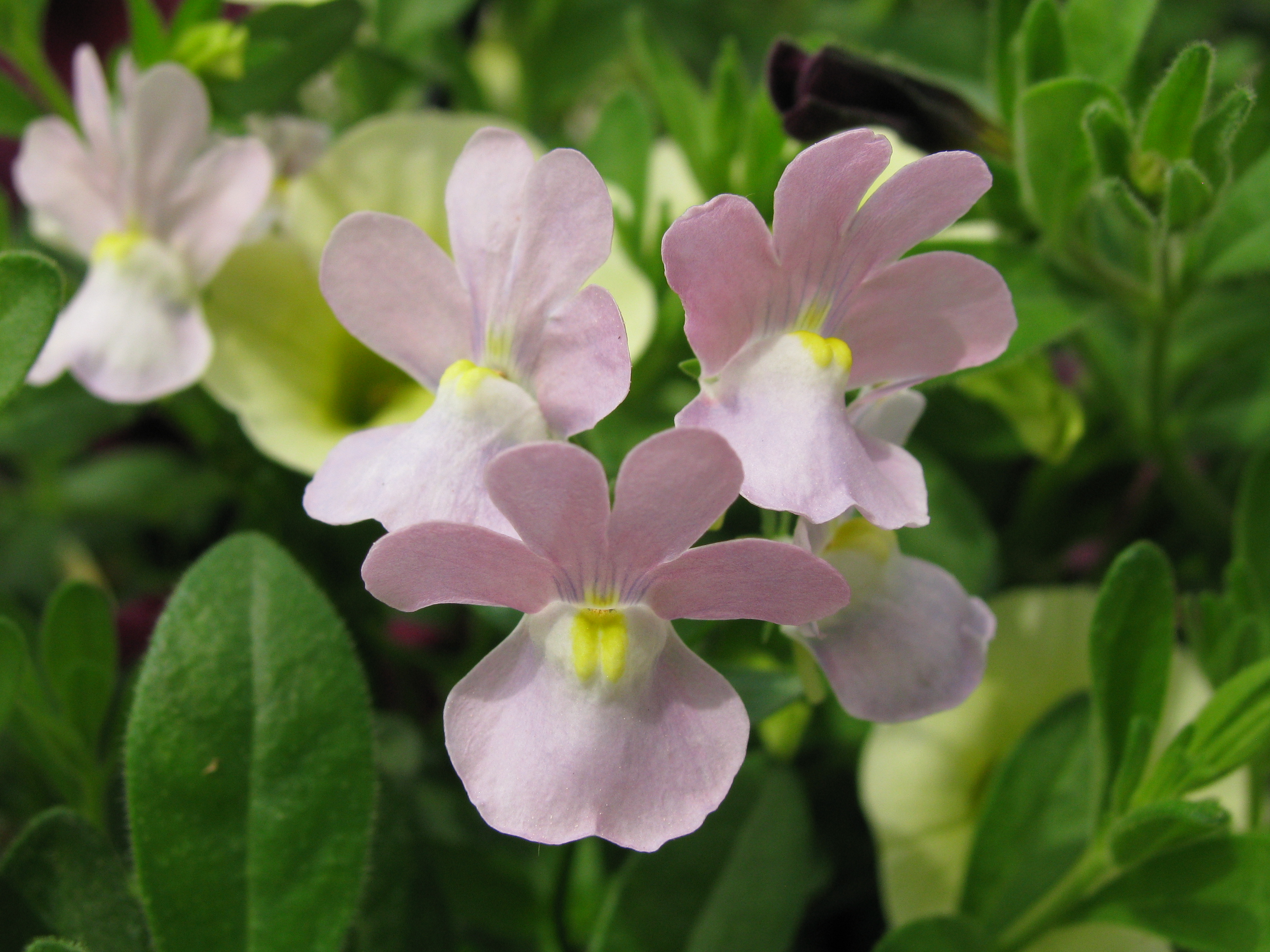
Zygomorphen Blüten der Sorte Nemesia fruticans ‘Opal Innocence’

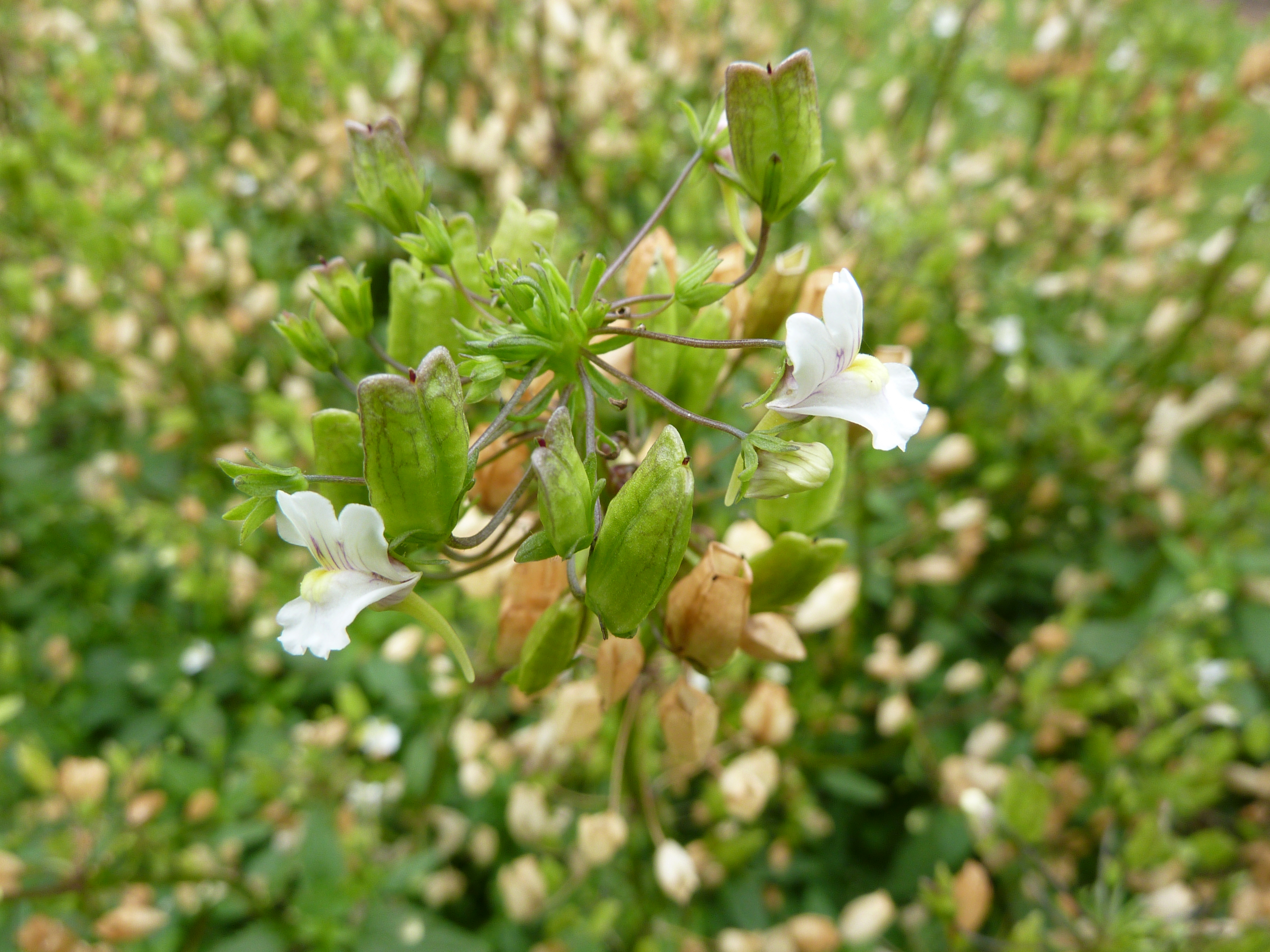
Blütenstand mit zygomorphen Blüten mit deutlichen Sporn und junge Früchte von Nemesia melissifolia

Die Gattung Nemesia enthält etwa 65 Arten:
- Nemesia acornis K.E.Steiner: Dieser Endemit ist nur von vier Fundorten in Piketberg im Westkap bekannt. Die seltene Art gedeiht im Fynbos in felsigen Gebieten im oberen Bereich von Hängen, die durch Ackerbau nicht bedroht sind, deshalb gelten die Bestände als stabil.[6]
- Nemesia acuminata Benth.: Sie kommt in den südafrikanischen Provinzen West- sowie Ostkap vor. Sie wurde in der Roten Liste der gefährdeten Pflanzenarten Südafrikas als „Least Concern“ = „nicht gefährdet“ bewertet.[6]
- Nemesia affinis Benth. (Syn.: Nemesia versicolor auct. non E.Mey. ex Benth.): Sie kommt in den südafrikanischen Provinzen West-, Ost- sowie Nordkap vor. Sie wurde in der Roten Liste der gefährdeten Pflanzenarten Südafrikas als „Least Concern“ = „nicht gefährdet“ bewertet.[6]
- Nemesia albiflora N.E.Br. (Syn.: Nemesia flanaganii Hiern): Sie ist im südlichen Namibia und den südafrikanischen Provinzen Ostkap, Free State, KwaZulu-Natal sowie Mpumalanga verbreitet. Sie wurde in der Roten Liste der gefährdeten Pflanzenarten Südafrikas als „Least Concern“ = „nicht gefährdet“ bewertet.[6][7]
- Nemesia anfracta Hiern: Sie kommt nur in der südafrikanischen Provinz Westkap vor.[6]
- Nemesia anisocarpa E.Mey. ex Benth.: Sie kommt in den südafrikanischen Provinzen West- sowie Nordkap vor. Sie wurde in der Roten Liste der gefährdeten Pflanzenarten Südafrikas als „Least Concern“ = „nicht gefährdet“ bewertet.[6]
- Nemesia arenifera Bester & H.M.Steyn: Dieser Endemit kommt nur an der südafrikanischen Westküste von Alexander Bay bis zur Mündund des Groen River im Nordkap vor. Obwohl diese Art ein sehr kleines Areal hat, kommt sie relativ häufig vor, nur kleine Gebiete gingen bisher durch Bergbau verloren, die Bestände nehmen ab. Man findet sie besonders nach genügend hohen Jahresniederschlägen. Sie wurde 2014 in der Roten Liste der gefährdeten Pflanzenarten Südafrikas als „Least Concern“ = „nicht gefährdet“ bewertet.[6]
- Nemesia aurantia K.E.Steiner: Sie wurde 2012 in der Roten Liste der gefährdeten Pflanzenarten Südafrikas als „Vulnerable“ = „gefährdet“ bewertet.[6]
- Nemesia azurea Diels: Sie wurde in der Roten Liste der gefährdeten Pflanzenarten Südafrikas als „Least Concern“ = „nicht gefährdet“ bewertet.[6]
- Nemesia barbata (Thunb.) Benth.: Sie wurde in der Roten Liste der gefährdeten Pflanzenarten Südafrikas als „Least Concern“ = „nicht gefährdet“ bewertet.[6]
- Nemesia bicornis (L.) Pers. (Syn.: Nemesia biennis Drège, Nemesia versicolor Drège non E.Mey. ex Benth.): Sie gedeiht entlang der Küste im Sand der südafrikanischen Provinzen West- sowie Nordkap. Sie wurde in der Roten Liste der gefährdeten Pflanzenarten Südafrikas als „Least Concern“ = „nicht gefährdet“ bewertet.[6][7]
- Nemesia bodkinii Bolus: Sie wurde in der Roten Liste der gefährdeten Pflanzenarten Südafrikas als „Least Concern“ = „nicht gefährdet“ bewertet.[6]
- Nemesia brevicalcarata Schltr.: Sie wurde in der Roten Liste der gefährdeten Pflanzenarten Südafrikas als „Least Concern“ = „nicht gefährdet“ bewertet.[6] Sie kommt im Westkap vor.[5]
- Nemesia caerulea Hiern: Sie wurde in der Roten Liste der gefährdeten Pflanzenarten Südafrikas als „Least Concern“ = „nicht gefährdet“ bewertet.[6] Sie kommt im Ostkap, in KwaZulu-Natal und in Lesotho vor.[5]
- Nemesia calcarata E.Mey. ex Benth.: Sie wurde in der Roten Liste der gefährdeten Pflanzenarten Südafrikas als „Least Concern“ = „nicht gefährdet“ bewertet.[6]
- Nemesia cheiranthus E.Mey. ex Benth.: Sie wurde in der Roten Liste der gefährdeten Pflanzenarten Südafrikas als „Least Concern“ = „nicht gefährdet“ bewertet.[6] Sie kommt im Nordkap und im Westkap vor.[5]
- Nemesia chrysolopha Diels: Sie kommt nur in der südafrikanischen Provinz Nordkap vor.[6]
- Nemesia cynanchifolia Benth.: Sie wurde in der Roten Liste der gefährdeten Pflanzenarten Südafrikas als „Least Concern“ = „nicht gefährdet“ bewertet.[6]
- Nemesia deflexa Grant ex K.E.Steiner: Sie wurde in der Roten Liste der gefährdeten Pflanzenarten Südafrikas als „Least Concern“ = „nicht gefährdet“ bewertet.[6]
- Nemesia denticulata (Benth.) Grant ex Fourc.: Sie wurde in der Roten Liste der gefährdeten Pflanzenarten Südafrikas als „Least Concern“ = „nicht gefährdet“ bewertet.[6] Sie kommt im Ostkap und in KwaZulu-Natal vor.[5]
- Nemesia diffusa Benth.: Mit den Varietäten:
  - Nemesia diffusa Benth. var. diffusa: Sie wurde in der Roten Liste der gefährdeten Pflanzenarten Südafrikas als „Least Concern“ = „nicht gefährdet“ bewertet.[6]
  - Nemesia diffusa var. rigida Benth.: Sie wurde in der Roten Liste der gefährdeten Pflanzenarten Südafrikas als „Least Concern“ = „nicht gefährdet“ bewertet.[6]
- Nemesia elata K.E.Steiner: Sie wurde 2011 in der Roten Liste der gefährdeten Pflanzenarten Südafrikas als „Vulnerable“ = „gefährdet“ bewertet.[6]
- Nemesia euryceras Schltr.: Sie wurde in der Roten Liste der gefährdeten Pflanzenarten Südafrikas als „Least Concern“ = „nicht gefährdet“ bewertet.[6]
- Nemesia fleckii Thell.: Sie wurde in der Roten Liste der gefährdeten Pflanzenarten Südafrikas als „Least Concern“ = „nicht gefährdet“ bewertet.[6]
- Nemesia floribunda Lehm.: Sie wurde in der Roten Liste der gefährdeten Pflanzenarten Südafrikas als „Least Concern“ = „nicht gefährdet“ bewertet.[6]
- Nemesia fourcadei A.L.Grant ex K.E.Steiner: Diese einjährige Art kommt nur in einem Gesamtverbreitungsgebiet von  55 km² vor, vom Nature's Valley bis Kareedouw in der südafrikanischen Provinz West- sowie Ostkap. Diese anscheinend seltene Art ist nur von drei Aufsammlungen bekannt. Zwei der historischen Fundorte sind durch Aufforstung und Ackerbau stark transformiert. Es ist nicht bekannt, ob diese Art nur übersehen wird oder tatsächlich so selten ist. Über die Veränderung des Bestandes und den Gefährdungsstatus ist 2011 nichts bekannt. Sie soll auf grasigen Standorten an Waldrändern oder in Rodungen von Schieferfynbos gedeihen. Ein Standort liegt in einem Naturreservat, in dem der Bestand nicht bedroht ist.[6]
- Nemesia fruticans (Thunb.) Benth. (Syn.: Nemesia capensis (Spreng.) Kuntze, Nemesia capensis (Thunb.) Kuntze, Nemesia divergens Benth., Nemesia foetens Vent., Nemesia foetens var. latifolia (Benth.) Hiern, Nemesia fruticans var. divergens (Benth.) Norl., Nemesia gracillima Dinter, Nemesia linearis var. latifolia Benth., Nemesia thunbergii G.Don): Diese meist ausdauernde, manchmal einjährige, Pflanze übersteht Buschbrände und Frost. Sie gedeiht in den Grasländern der Sommerregengebiete meist zwischen Felsen. Sie ist von Simbabwe, Botswana und Namibia bis zu den südafrikanischen Provinzen Ost- sowie Nordkap verbreitet.[5] Sie wurde in der Roten Liste der gefährdeten Pflanzenarten Südafrikas als „Least Concern“ = „nicht gefährdet“ bewertet.[6][3]
- Nemesia glabriuscula Hilliard & B.L.Burtt: Sie wurde in der Roten Liste der gefährdeten Pflanzenarten Südafrikas als „Least Concern“ = „nicht gefährdet“ bewertet.[6]
- Nemesia glaucescens Hiern: Sie kommt in der Provinz Nordkap vor.[8]
- Nemesia gracilis Benth.: Sie wurde in der Roten Liste der gefährdeten Pflanzenarten Südafrikas als „Least Concern“ = „nicht gefährdet“ bewertet.[6]
- Nemesia grandiflora Diels: Sie kommt in Südafrika vor.[8]
- Nemesia hanoverica Hiern: Sie wurde in der Roten Liste der gefährdeten Pflanzenarten Südafrikas als „Least Concern“ = „nicht gefährdet“ bewertet.[6]
- Nemesia hemiptera K.E.Steiner: Sie wurde 2007 in der Roten Liste der gefährdeten Pflanzenarten Südafrikas als „Critically Rare“ bewertet, dies bedeutet, dass, obwohl es nur einen Fundort gibt, dieser Bestand nicht bedroht ist.[6]
- Nemesia ionantha Diels: Sie kommt in Südafrika vor.[8]
- Nemesia karasbergensis L.Bolus: Sie ist nur von der Typuslokalität im Gipfelbereich des Scharfenstein in einer Höhenlage von etwa 2300 Metern im zentralen Karasberg in Namibia bekannt. Sie wurde 2004 in der Roten Liste der gefährdeten Arten der IUCN als „Least Concern“ = „nicht gefährdet“ bewertet, da dieser Bestand als stabil gilt.[9]
- Nemesia karroensis Bond: Sie wurde in der Roten Liste der gefährdeten Pflanzenarten Südafrikas als „Least Concern“ = „nicht gefährdet“ bewertet.[6]
- Nemesia lanceolata Hiern: Sie wurde in der Roten Liste der gefährdeten Pflanzenarten Südafrikas als „Least Concern“ = „nicht gefährdet“ bewertet.[6]
- Nemesia leipoldtii Hiern: Sie wurde in der Roten Liste der gefährdeten Pflanzenarten Südafrikas als „Least Concern“ = „nicht gefährdet“ bewertet.[6]
- Nemesia ligulata E.Mey. ex Benth.: Sie wurde in der Roten Liste der gefährdeten Pflanzenarten Südafrikas als „Least Concern“ = „nicht gefährdet“ bewertet.[6]
- Nemesia lilacina N.E.Br.: Sie wurde in der Roten Liste der gefährdeten Pflanzenarten Südafrikas als „Least Concern“ = „nicht gefährdet“ bewertet.[6]
- Nemesia linearis Vent.: Sie wurde in der Roten Liste der gefährdeten Pflanzenarten Südafrikas als „Least Concern“ = „nicht gefährdet“ bewertet.[6]
- Nemesia lucida Benth.: Sie kommt in Südafrika vor.[8]
- Nemesia macrocarpa (Aiton) Druce: Sie wurde in der Roten Liste der gefährdeten Pflanzenarten Südafrikas als „Least Concern“ = „nicht gefährdet“ bewertet.[6]
- Nemesia macroceras Schltr.: Mit den Varietäten:
  - Nemesia macroceras Schltr. var. macroceras: Sie wurde in der Roten Liste der gefährdeten Pflanzenarten Südafrikas als „Least Concern“ = „nicht gefährdet“ bewertet.[6]
  - Nemesia macroceras var. crocea Schltr.: Sie ist in der Roten Liste der gefährdeten Pflanzenarten Südafrikas als „Threatened“ eingetragen, dies ist keine Gefährdungsstufe nach der IUCN, es wurde also nicht festgelegt wie stark bedroht diese Varietät ist.[6]
- Nemesia maxii Hiern: Sie wurde in der Roten Liste der gefährdeten Pflanzenarten Südafrikas als „Least Concern“ = „nicht gefährdet“ bewertet.[6]
- Nemesia melissifolia Benth.: Sie wurde in der Roten Liste der gefährdeten Pflanzenarten Südafrikas als „Least Concern“ = „nicht gefährdet“ bewertet.[6]
- Nemesia micrantha Hiern: Sie gilt 2005 in der Roten Liste der gefährdeten Pflanzenarten Südafrikas als „Extinct“ = „ausgestorben“.[6]
- Nemesia pageae L.Bolus: Sie wurde in der Roten Liste der gefährdeten Pflanzenarten Südafrikas als „Least Concern“ = „nicht gefährdet“ bewertet.[6]
- Nemesia pallida Hiern: Sie kommt in Südafrika vor.[8]
- Nemesia parviflora Benth.: Sie wurde in der Roten Liste der gefährdeten Pflanzenarten Südafrikas als „Least Concern“ = „nicht gefährdet“ bewertet.[6]
- Nemesia petiolina Hiern: Sie wurde in der Roten Liste der gefährdeten Pflanzenarten Südafrikas als „Least Concern“ = „nicht gefährdet“ bewertet.[6]
- Nemesia picta Schltr.: Diese sehr seltene Art ist aus dem Schutzgebiet des Bain's Kloof im Westkap bekannt und wurde dort zuletzt 1928 gesammelt. Sie gedeiht an Sandsteinhängen und blüht nach Buschbränden. Da das kleine Verbreitungsgebiet unter Schutz steht, ist man 2007 davon ausgegangen, dass die Bestände stabil sind.[6]
- Nemesia pinnata (L. f.) E.Mey. ex Benth.: Sie wurde in der Roten Liste der gefährdeten Pflanzenarten Südafrikas als „Least Concern“ = „nicht gefährdet“ bewertet.[6]
- Nemesia platysepala Diels: Sie wurde in der Roten Liste der gefährdeten Pflanzenarten Südafrikas als „Least Concern“ = „nicht gefährdet“ bewertet.[6]
- Nemesia psammophila Schltr.: Sie wurde in der Roten Liste der gefährdeten Pflanzenarten Südafrikas als „Least Concern“ = „nicht gefährdet“ bewertet.[6]
- Nemesia pubescens Benth.: Mit den Varietäten:
  - Nemesia pubescens var. glabrior Benth. ex Hiern: Sie wurde in der Roten Liste der gefährdeten Pflanzenarten Südafrikas als „Least Concern“ = „nicht gefährdet“ bewertet.[6]
  - Nemesia pubescens Benth. var. pubescens: Sie wurde in der Roten Liste der gefährdeten Pflanzenarten Südafrikas als „Least Concern“ = „nicht gefährdet“ bewertet.[6]
- Nemesia pulchella Schltr. ex Hiern: Sie wurde in der Roten Liste der gefährdeten Pflanzenarten Südafrikas als „Least Concern“ = „nicht gefährdet“ bewertet.[6]
- Nemesia rupicola Hilliard: Sie wurde in der Roten Liste der gefährdeten Pflanzenarten Südafrikas als „Least Concern“ = „nicht gefährdet“ bewertet.[6]
- Nemesia saccata E.Mey. ex Benth.: Sie kommt in Südafrika vor.[8]
- Nemesia silvatica Hilliard: Sie wurde in der Roten Liste der gefährdeten Pflanzenarten Südafrikas als „Least Concern“ = „nicht gefährdet“ bewertet.[6] Sie kommt im Ostkap und in KwaZulu-Natal vor.[5]
- Nemesia strumosa (Herb.Banks ex Benth.) Benth.: Diese einjährige Pflanze gedeiht in sandigen Ebenen. Es sind weniger als 20 Fundorte von Hopefield bis Melkbos nördlich der Kaphalbinsel im Westkap bekannt. Über 80 % der ursprünglichen Habitate gingen für Weizenäcker verloren. Die Bestände nehmen weiterhin durch invasive Pflanzenarten und anthropogene Entwicklung der Küstengebiete ab. Sie wurde 2007 in der Roten Liste der gefährdeten Pflanzenarten Südafrikas als „Near Threatened“ = „potenziell gefährdet“ bewertet.[6] Ihre Sorten werden als Zierpflanzen verwendet.[4]
- Nemesia suaveolens K.E.Steiner: Diese einjährige Pflanze wächst in der zentralen Tanqua-Karoo in den östlichen Cedarbergen im Nordkap. Sie gedeiht am häufigsten in kiesigen oder steinigen Flussbetten oder Rinnen in Höhenlagen von 320 bis 445 Metern. Sie überdauert in diesem ariden Gebiet als Samen, bis es im Winter zu ausreichend Regenfällen kommt. Sie wurde in der Roten Liste der gefährdeten Pflanzenarten Südafrikas als „Least Concern“ = „nicht gefährdet“ bewertet.[6][10]
- Nemesia umbonata (Hiern) Hilliard & B.L.Burtt: Sie wurde in der Roten Liste der gefährdeten Pflanzenarten Südafrikas als „Least Concern“ = „nicht gefährdet“ bewertet.[6]
- Nemesia versicolor E.Mey. ex Benth.: Sie kommt im Nordkap und im Westkap vor.[5] Mit den Varietäten:
  - Nemesia versicolor var. oxyceras Benth.: Sie wurde in der Roten Liste der gefährdeten Pflanzenarten Südafrikas als „Least Concern“ = „nicht gefährdet“ bewertet.[6]
  - Nemesia versicolor E.Mey. ex Benth. var. versicolor: Sie wurde in der Roten Liste der gefährdeten Pflanzenarten Südafrikas als „Least Concern“ = „nicht gefährdet“ bewertet.[6]
- Nemesia violiflora Roessler: Sie gedeiht auf Flussufern zwischen Felsen, an Berghängen, zwischen Felsen an feuchten schattigen Standorten, im Sand unter Felsen im Halbschatten, in einer tiefen Felsschlucht, sandigen Wasserrinnen und auf Granit nur in Namibia. Es sind acht bis zehn Fundorte bekannt. Sie wurde 2004 in der Roten Liste der gefährdeten Arten der IUCN als „Least Concern“ = „nicht gefährdet“ bewertet, da dieser Bestand als stabil gilt.[9]
- Nemesia viscosa E.Mey. ex Benth.: Sie wurde in der Roten Liste der gefährdeten Pflanzenarten Südafrikas als „Least Concern“ = „nicht gefährdet“ bewertet.[6]
- Nemesia williamsonii K.E.Steiner: Sie wurde in der Roten Liste der gefährdeten Pflanzenarten Südafrikas als „Least Concern“ = „nicht gefährdet“ bewertet.[6]
- Nemesia zimbabwensis Rendle: Sie wurde 2008 in der Roten Liste der gefährdeten Pflanzenarten Südafrikas als „Endangered“ = „stark gefährdet“ bewertet.[6]

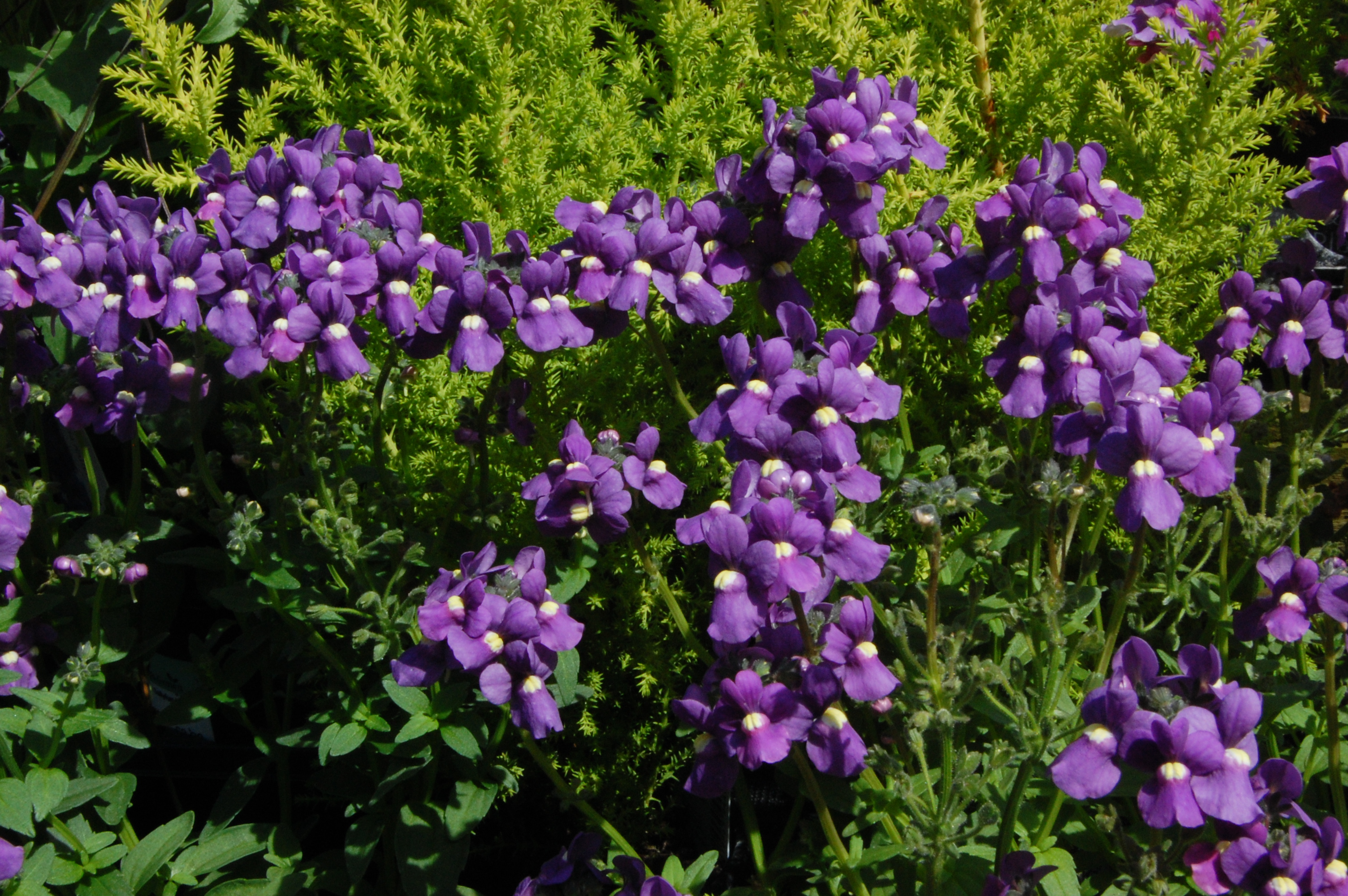
Nemesia-Sorte ‘Fleurie Blue’

## Nutzung
Viele Nemesia-Sorten werden als Zierpflanzen verwendet. Besonders aus einjährigen Arten, beispielsweise Nemesia strumosa, wurden Sorten gezüchtet, die als Beet- und Balkonpflanzen genutzt werden. Eine ausdauernde Art, deren Sorten als Zierpflanzen verwendet werden, ist Nemesia fruticans. Verschiedene Sortengruppen wurden von deutschen Verbänden in einigen Jahren (2010, 2012, 2014) zur Balkonpflanze des Jahres gekürt.